# Yeonje, Busan
Yeonje-gu (Liên Đê khu) là một gu (quận) ở trung tâm Busan, Hàn Quốc. Quận này có diện tích 12,08 km², dân số khoảng 220.000 người. Yeonje được thành lập tháng 3 năm 1995 sau khi tách khỏi Dongnae-gu. Tên được lấy theo 2 phường được tách ra là Yeonsan-Dong và Geoje-Dong. Tòa thị chính Busan nằm ở quận này.

## Các đơn vị hành chính
Yeonje được chia thành 2 phường dong pháp lý, tất cả có 13 phường dong hành chính:
- Yeonsan-dong (9 dong hành chính)
- Geoje-dong (4 dong hành chính)